# Gräninger See
Gräninger See este o arie protejată (arie specială de conservare — SAC, sit de importanță comunitară — SCI) din Germania întinsă pe o suprafață de 137,72 ha, integral pe uscat.

## Localizare
Centrul sitului Gräninger See este situat la coordonatele 52°35′36″N 12°28′37″E / 52.5933°N 12.4769°E.

## Înființare
Situl Gräninger See a fost declarat sit de importanță comunitară în februarie 1999 pentru a proteja 4 specii de animale. Situl a fost protejat și ca arie specială de conservare în februarie 2017.

## Biodiversitate
Situată în ecoregiunea continentală, aria protejată conține 2 habitate naturale: Lacuri eutrofice naturale cu vegetație de tip Magnopotamion sau Hydrocharition, Pajiști cu Molinia pe soluri calcaroase, turboase sau argilos-nămoloase (Molinion caeruleae).
La baza desemnării sitului se află mai multe specii protejate:
- amfibieni (1): triton cu creastă (Triturus cristatus)
- mamifere (1): castor (Castor fiber)
- nevertebrate (2): Vertigo angustior, Vertigo moulinsiana

Pe lângă speciile protejate, pe teritoriul sitului au mai fost identificate 6 specii de plante, 2 specii de amfibieni.